# 内山正熊
内山 正熊（うちやま まさくま、1918年1月31日 - 2011年4月30日）は、日本の国際政治学者・外交学者。東京都出身。
慶應義塾大学の教授を長年勤めた。定年退職後の1984年に三重県大内山村 (現大紀町) に『大内山塾』を開塾し、中国人留学生を受け入れをし、日本語学習や実学研修の支援を行った。

## 著書
- 『國際政治學序説』、三和書房, 1952
- 『外交と國際政治――理論と歴史』、慶應通信, 1960
- 『現代外交論』、有信堂, 1961
- 『現代日本外交史論』、慶応義塾大学法学研究会, 1971
- 『西洋外交史』、慶応通信, 1978
- 『神戸事件――明治外交の出発点』、中央公論社（中公新書）, 1983

## 翻訳
- R・C・K・エンソー『第二次世界大戦史』、岩波書店（岩波新書）, 1956